# Candida tropicalis
Candida tropicalis är en svampart som först beskrevs av Castell., och fick sitt nu gällande namn av Christine Marie Berkhout 1923. Candida tropicalis ingår i släktet Candida, ordningen Saccharomycetales, klassen Saccharomycetes, divisionen sporsäcksvampar och riket svampar.   Inga underarter finns listade i Catalogue of Life.